# Aermacchi S-211
El Aermacchi S-211 es un avión de entrenamiento a reacción, diseñado por el fabricante aeronáutico italiano SIAI Marchetti, empresa que lo denominó originalmente como S.211. Se llegaron a fabricar 60 unidades de este modelo. Aermacchi compró sus derechos de fabricación en el año 1997, llegando a diseñar una variante del mismo, denominada M-311.

## Variantes
S-211Versión inicial de la aeronave, vendida a las fuerzas aéreas de Haití, Filipinas y Singapur.
S-211AVersión propuesta, desarrollada conjuntamente con Grumman para el programa JPATS. Se llegaron a fabricar dos prototipos, convertidos a partir de dos antiguos  S-211 haitianos.
M-311Versión modernizada y actualizada, presentada por Aermacchi en 2004. Se fabricaron dos prototipos.

## Operadores

### Actuales
Filipinas
- Fuerza Aérea Filipina - 25 aeronaves, de las cuales 15 se fabricaron en las instalaciones de la Philippine Aerospace Development Corporation.[1] Debido a los accidentes sufridos, quedan 13 en su inventario, de las cuales 5 permanecen en servicio.[1][2][3]

### Antiguos
Singapur
- Fuerza Aérea de la República de Singapur - 32 aeronaves, incluyendo las 24 fabricadas en las instalaciones de Singapore Aircraft Industries y dos aeronaves compradas de segunda mano a Haití.[1] Se reemplazaron por la aeronave Pilatus PC-21.[4]

 Haití
- Fuerza Aérea de Haití - Se entregaron 4 aeronaves en junio de 1985, siendo retiradas y puestas a la venta en 1990.[5]

## Especificaciones (S-211)
Referencia datos: Jane's All the World's Aircraft 1988-89

### Características generales
- Tripulación: 2 (alumno e instructor)
- Longitud: 9,31 m
- Envergadura: 8,43 m
- Altura: 3,8 m
- Superficie alar: 12,6 m²
- Peso vacío: 1.850 kg
- Peso máximo al despegue: 2.750 kg
- Planta motriz:   .

### Rendimiento
- Velocidad nunca excedida (Vne): 740 km/h (460 MPH; 400 kt)
- Velocidad máxima operativa (Vno): 667 km/h (414 MPH; 360 kt)
- Velocidad de entrada en pérdida (Vs): 138 km/h (86 MPH; 75 kt) con flaps
- Alcance: 1668 km (901 nmi; 1036 mi)
- Techo de vuelo: 12 192 m (40 000 ft)
- Régimen de ascenso: 21 m/s (4134 ft/min) m/s

### Desarrollos relacionados
- Alenia Aermacchi M-311

### Aeronaves similares
- CASA C-101
- /Dassault/Dornier Alpha Jet
- FMA IA 63 Pampa